# Rhade
Rhade ist eine Gemeinde im niedersächsischen Landkreis Rotenburg (Wümme). Sie besteht aus den Ortsteilen Rhade und Rhadereistedt und gehört zur Samtgemeinde Selsingen.

## Eingemeindungen
Am 1. März 1974 wurde die Nachbargemeinde Rhadereistedt eingegliedert.

## Politik

### Gemeinderat
Der Rat der Gemeinde Rhade besteht aus elf Mitgliedern. Dies ist die festgelegte Anzahl für die Mitgliedsgemeinde einer Samtgemeinde mit einer Einwohnerzahl zwischen 1.001 und 2.000 Einwohnern. Die Ratsmitglieder werden durch eine Kommunalwahl für jeweils fünf Jahre gewählt. Die aktuelle Amtszeit begann am 1. November 2021 und endet am 31. Oktober 2026.
Die letzten Gemeinderatswahlen ergaben folgende Sitzverteilungen:
| Partei                           | 2021 | 2016 |
| -------------------------------- | ---- | ---- |
| Wählergemeinschaft Rhade         | 7    | 7    |
| Wählergemeinschaft Rhadereistedt | 4    | 4    |

### Bürgermeister
Der Gemeinderat wählte das Gemeinderatsmitglied Marco Mohrmann (Wählergemeinschaft Rhadereistedt) zum ehrenamtlichen Bürgermeister für die aktuelle Wahlperiode.

### Wappen
Das Wappen der Gemeinde zeigt drei silberne Kugeln auf blauem Grund, zwei über einer angeordnet.
Die drei Silberkugeln sind im Familienwappen der Freiherren von Rahden enthalten, die im 12. bis 14. Jahrhundert eine Wasserburg als Stammburg in Rhade besaßen. Die Übernahme der Heroldszeichen aus dem Familienwappen in das Wappen der Gemeinde soll auf die Entstehung und Entwicklung des Dorfes aus der Zeit der Grundherrschaft der Freiherren von Rahden bis zur Eigenständigkeit des Dorfes Rhade hinweisen.

## Kultur und Sehenswürdigkeiten

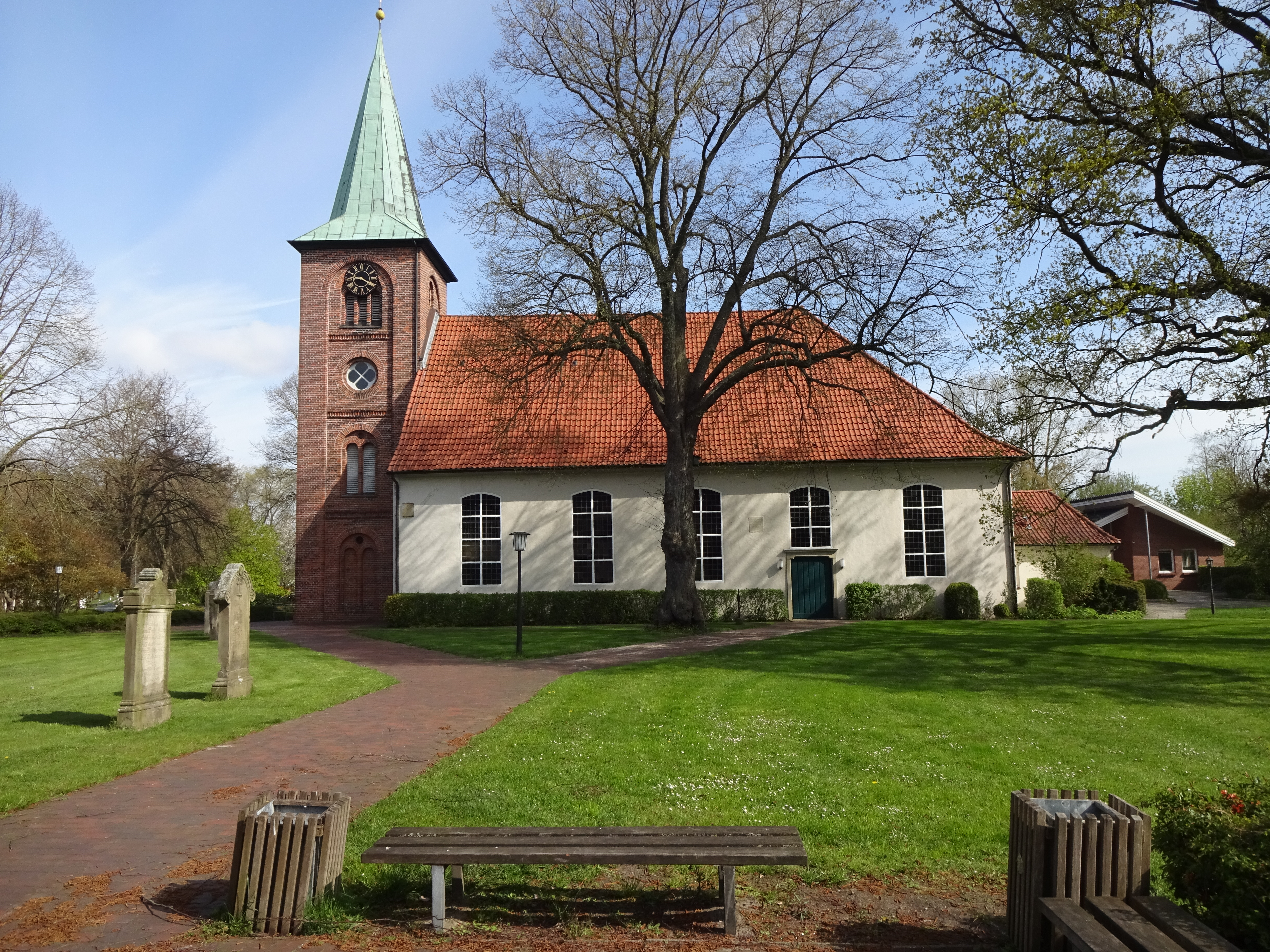
Kirche in Rhade

### Bauwerke
- St. Gallus (Rhade) von 1768 mit Westturm von um 1860
- Heimatmuseum Heimatstube im Kindergartengebäude an der Straße Alter Schulweg
- Wohn- und Wirtschaftsgebäude Bogenstraße 4 von 1718 in Fachwerk
- Wohn- und Wirtschaftsgebäude Hauptstraße 5 von 1859 in Fachwerk

### Sport
- TSV Rhade mit Freizeit- und Wettkampfsport
- Schützenverein Rhadereistedt mit Schießstand, auch zum Wurftaubenschießen
- Reitverein Rhade

### Regelmäßige Veranstaltungen
- Weihnachtsmarkt auf dem Schulgelände am zweiten Advent
- Am zweiten Wochenende im August großes Schützenfest Rhadereistedt
- Kinderfasching im Februar

## Wirtschaft, Verkehr und Infrastruktur
Grundschule Rhade, Kindertagesstätte mit Krippe, Hort der  Kirchengemeinde sowie Allgemein-Mediziner, Dorfladen, Autohaus, Kfz-Reparatur-Werkstatt, Bauunternehmen, diverse Geschäfte
Der Haltepunkt Rhadereistedt lag an der Bahnstrecke Wilstedt–Tostedt. Diese ist stillgelegt.